# Morgenröthe-Rautenkranz
Morgenröthe-Rautenkranz là một đô thị thuộc huyện Vogtland, bang Sachsen, Đức. Đô thị Morgenröthe-Rautenkranz có diện tích 30,03 km², dân số thời điểm ngày 31 tháng 12 năm 2006 là 851 người.